# Vichetia
Vichetia is een geslacht van rechtvleugeligen uit de familie sabelsprinkhanen (Tettigoniidae). De wetenschappelijke naam van dit geslacht is voor het eerst geldig gepubliceerd in 1969 door Harz.

## Soorten
Het geslacht Vichetia omvat de volgende soorten:
- Vichetia helleri Schmidt, 1998
- Vichetia knipperi Ramme, 1951
- Vichetia oblongicollis Brunner von Wattenwyl, 1882